# ان‌جی‌سی۲۹۹۷
ان‌جی‌سی۲۹۹۷ چهره‌ای از کهکشان مارپیچی بدون میله است که ۲۵ میلیون سال نوری با صورت فلکی تلمبه فاصله دارد. این کهکشان نورانی‌ترین کهکشان در میان کهکشان‌های گروه NGC2997 است. این کهکشان توسط ابرهای غول‌پیکر هیدروژن‌های یونیزه‌شده احاطه شده‌است.